# Переулок Челиева
Переулок Чели́ева — переулок в Невском районе Санкт-Петербурга. Проходит от Дальневосточного проспекта до улицы Тельмана.

## История
Первоначальное название, улица Весёлый Посёлок, возникло в 1950-е годы.
Переименована в переулок Челиева 6 декабря 1976 года в честь Е. Г. Челиева, строителя и землемера, изобретателя цемента, в связи с тем, что в проезде находился Опытный цементный завод (дом 13).
В 2021 году переулок Челиева был юридически продлён до улицы Тельмана — к нему был присоединён ранее построенный проезд.

## Достопримечательности
- Брестский парк

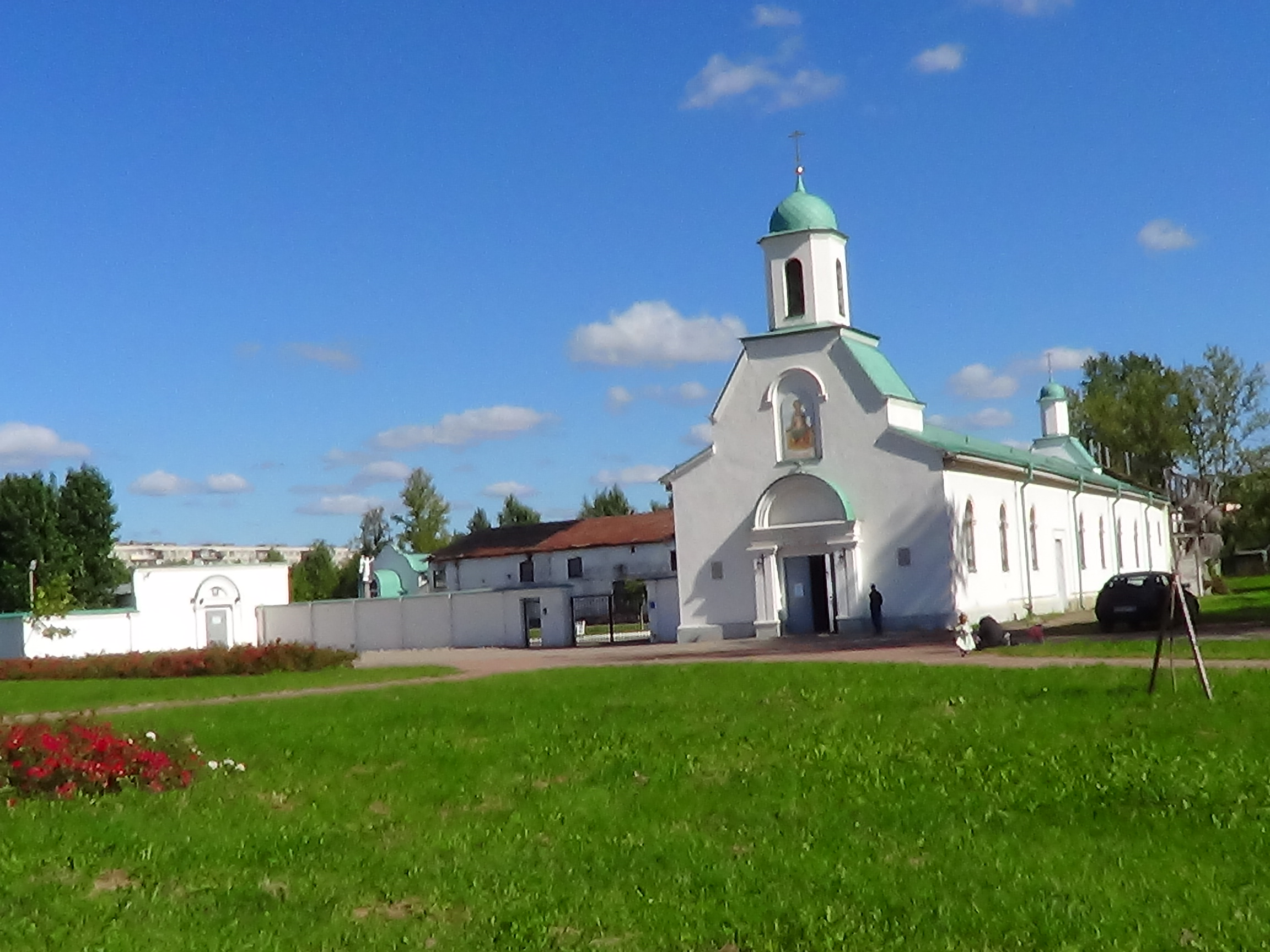
Церковь Рождества Христова при подворье Александро-Свирского монастыря

- Подворье мужского Свято-Троицкого Александро-Свирского монастыря
- Спортцентр «Динамит» (дом 13)
- Гипермаркет «Максидом»